# Toyota 4Runner
La Toyota 4Runner è un SUV di fascia media prodotta dalla casa automobilistica giapponese Toyota dal 1983.
In Giappone è chiamata Toyota Hilux Surf ed è stata venduta fino al 2009. La vettura è stata prodotta in cinque generazioni.

## Profilo e contesto
La prima generazione della 4Runner era un fuoristrada compatto realizzato sulla base dell'allora Toyota Hilux, dotato nella parte posteriore (che nel pick up era adibita a ospitare il cassone) di un hard top in fibra di vetro.
Tutte le generazioni sono state costruite in Giappone nello stabilimento di Tahara nella prefettura di Aichi e nello stabilimento Hino Motors (una consociata di Toyota) ad Hamura.
A partire dal 2014 è venduto negli Stati Uniti, Canada, America Centrale, Bahamas, Ecuador, Perù, Cile e Colombia.
Secondo uno studio del 2019 del sito iSeeCars.com, si classificata al quinto posto come veicoli più longevi e affidabili negli Stati Uniti. Il 3,9 percento delle 4Runner ancora in circolazione su strada avevano in media oltre 320 000 km secondo lo studio.

## Le generazioni[2]

### Prima generazione (1984-1989)
La prima serie della 4Runner era basata sul pick-up Hilux da cui differiva principalmente per l'adozione di un hard top in vetroresina e una seconda fila di sedili per accogliere i passeggeri nella parte posteriore.
La vettura aveva un'elevata altezza da terra che la agevolava nei percorsi in fuori strada; inoltre, grazie all'adozione di un turbocompressore introdotto con la versione SR5 Turbo, Toyota poté aumentarne le prestazioni pur conservando il peso e gli ingombri ridotti del propulsore a 4 cilindri.

#### Restyling 1986
Nel 1986 venne sottoposta a un aggiornamento che prevedeva una nuova calandra, stavolta dotata di due listelli in luogo dei tre originali, oltre all'adozione di uno schema a ruote indipendenti per le sospensioni anteriori mentre le posteriori restavano del tipo a balestra.

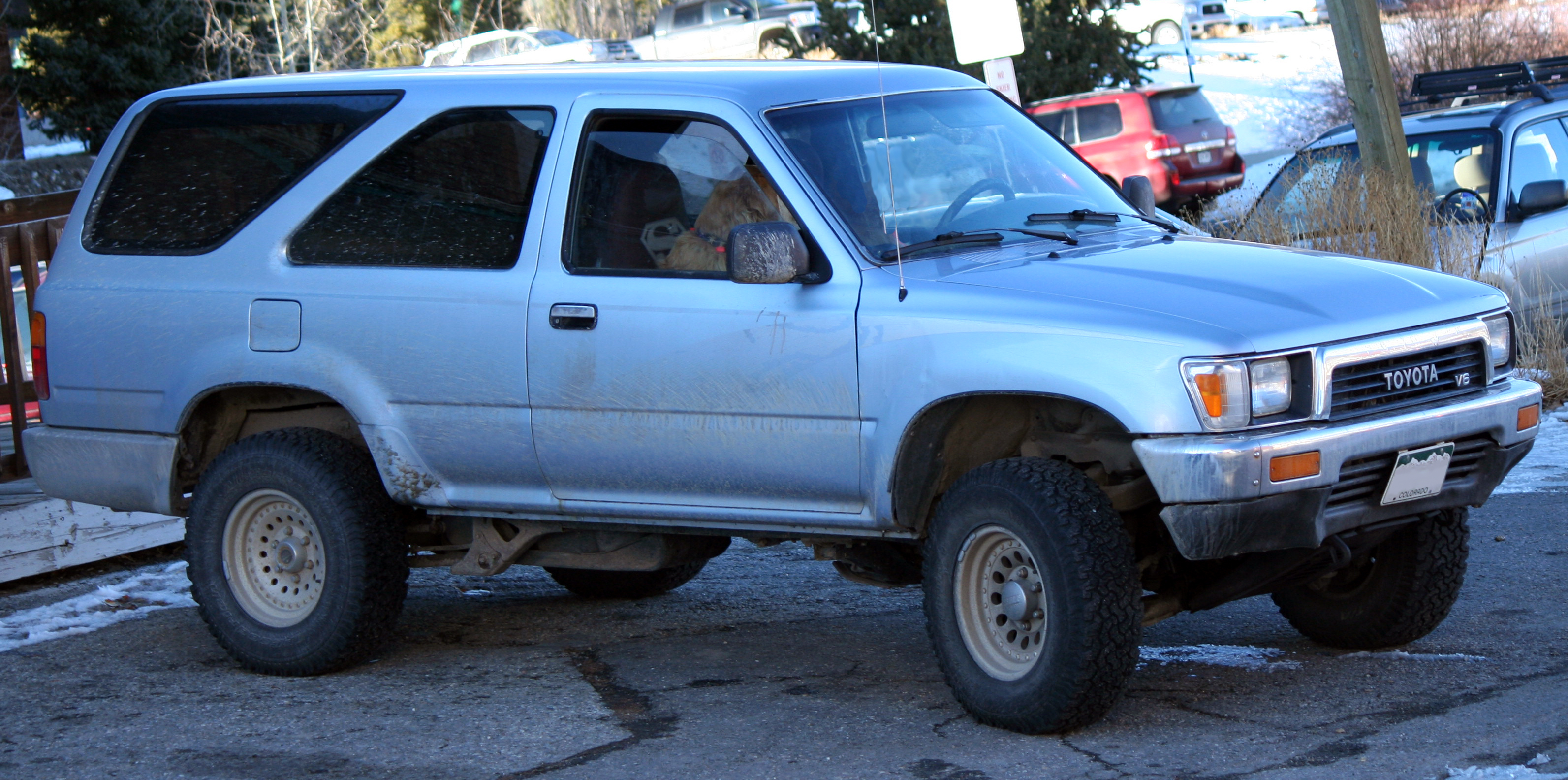
4Runner II

### Seconda generazione (1989-1995)
Il nuovo modello, benché ancora derivato dalla Hilux, iniziava ad assumere sempre più una connotazione da SUV; questa versione venne proposta in configurazione 3 o 5 porte (la 3 porte venne tolta dal listino nel 1993).
Ulteriori modifiche videro l'introduzione di sospensioni posteriori con molle elicoidali, che andavano a sostituire quelle a balestra, e l'introduzione della trazione integrale, con i modelli a trazione posteriore che uscirono dal listino nel 1993.

#### Restyling 1992
Anche in questo caso la casa giapponese propose un restyling che prevedeva una modifica al frontale, oltre ad alcuni elementi interni; anche la lista degli optional divenne più lunga con l'aggiunta dei sedili in pelle, inserti in radica, tetto apribile e radio CD con 8 altoparlanti.

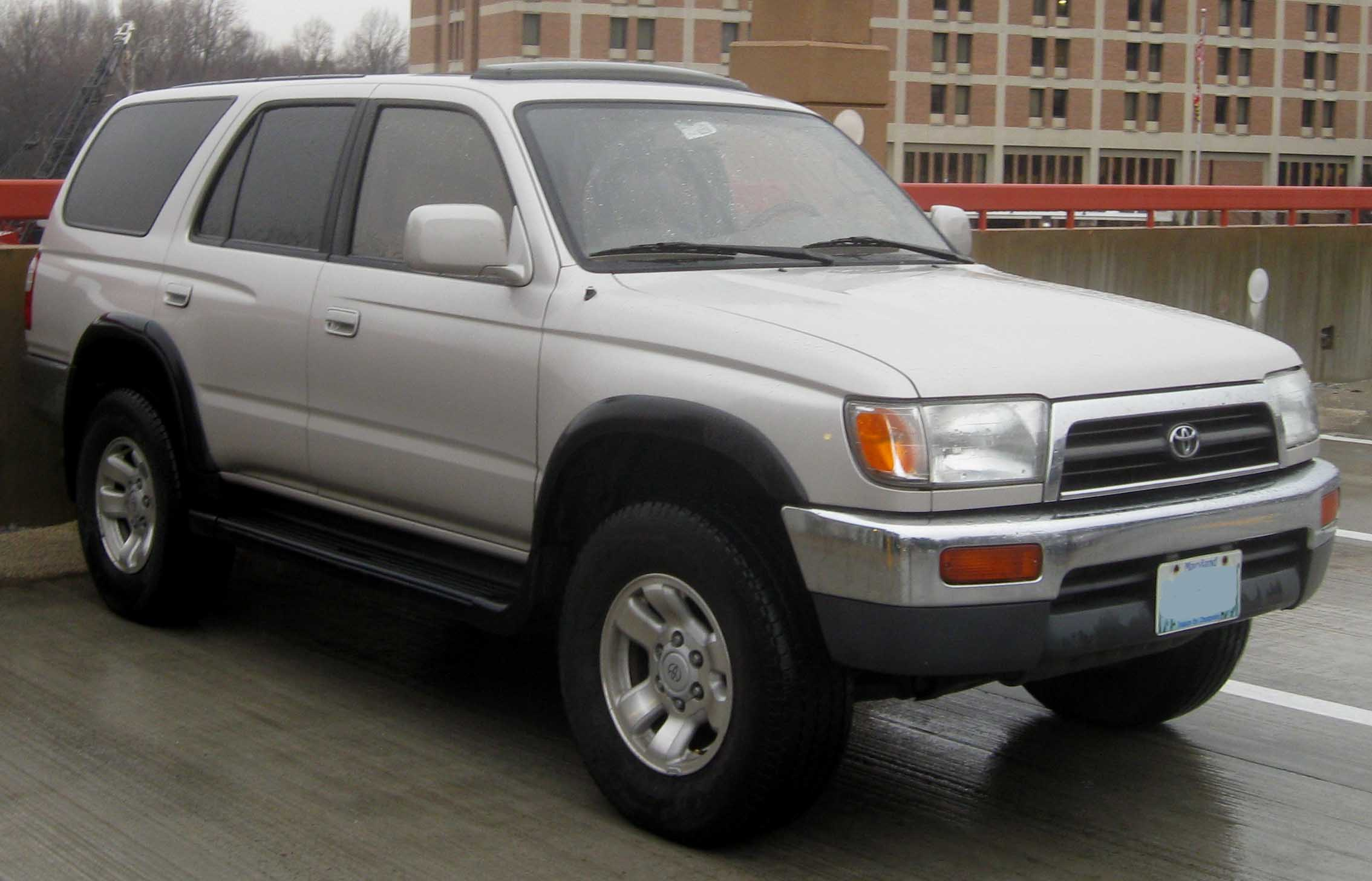
4Runner III

### Terza generazione (1995-2002)
La terza serie, pur restando fedele allo stile che caratterizzava il modello, segnò un grande passo avanti rispetto al modello precedente; la vettura abbandonò il pianale della Hilux in favore di quello della Land Cruiser, con notevoli benefici in termini di abitabilità e comfort.
Tornò nel listino l'opzione a trazione posteriore mentre il cambio manuale era di serie per i modelli base e SR5; venne migliorata la sicurezza e l'affidabilità e furono aggiornati il sistema ABS e il sistema di gestione della trazione.

#### Restyling 1999
Questo aggiornamento determinò l'adozione di paraurti di dimensioni maggiorate e di un nuovo tipo di gruppi ottici.

#### Restyling 2001
Nuovo aggiornamento, questa volta alla calandra e ai fari.

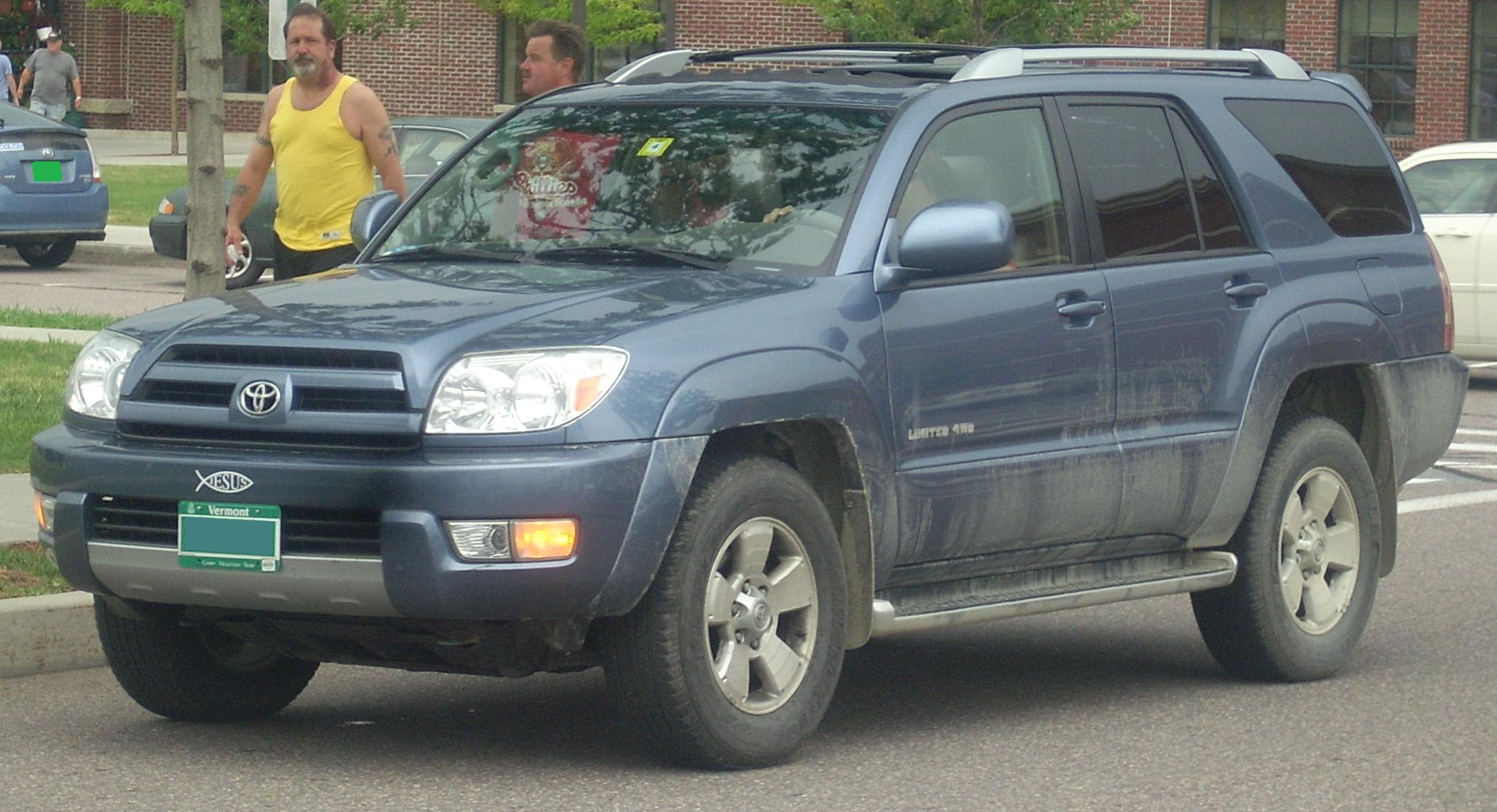
4Runner IV

### Quarta generazione (2002-2009)
Un nuovo design, estremamente evoluto rispetto a quello originale, caratterizza questa versione, basata come la precedente sulla Land Cruiser.
Vennero adottati nuovi motori più potenti e nuovi cambi automatici; gli allestimenti era 3: SR5 la base, Sport configurazione intermedia dotata di freni maggiorati e sospensioni idrauliche specifiche e Limited full optional.

#### Restyling 2005
Anche in questo le modifiche principali interessarono il frontale e i gruppi ottici.

### Quinta generazione (dal 2009)

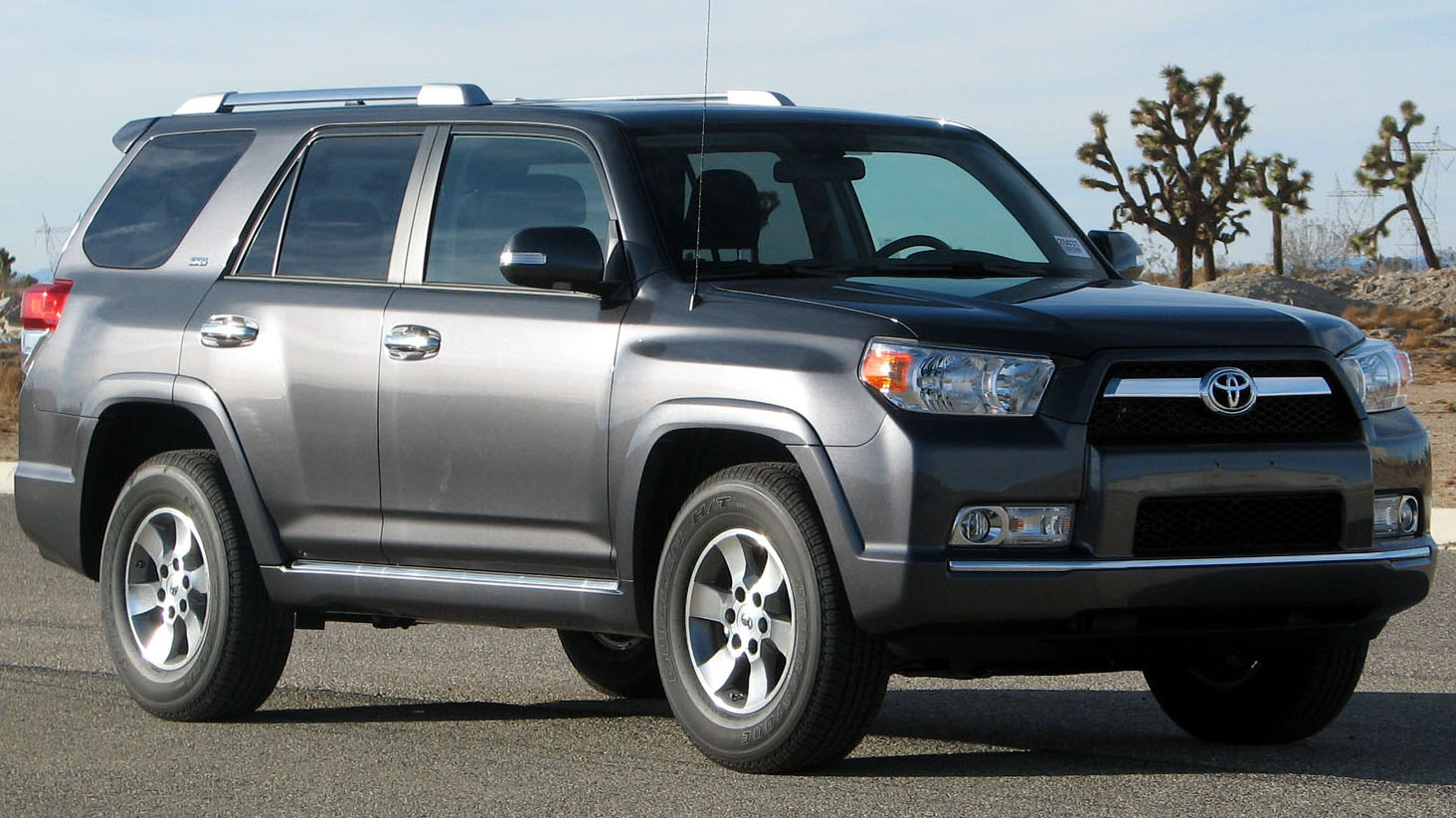
4Runner V

Rinnovato il comparto motoristico con la scomparsa del V8 e un incremento di potenza del motore V6 e rivisti gli allestimenti che diventano SR5 ancora modello base, Trail Edition modello intermedio, Limited top di gamma con terza fila di sedili di serie, ed infine dal 2021 il TRD Pro votato al fuoristrada con sospensioni FOX rialzate e protezioni sottoscocca

#### Restyling 2013
Il frontale assume un design più futuristico grazie all'adozione di luci a LED; ulteriori modifiche sono state apportate agli interni per migliorare l'abitabilità e agli accessori di bordo.